# Richie Castellano
Richie Castellano (New York, 7 febbraio 1980) è un chitarrista, tastierista e tecnico del suono statunitense, noto per essere un membro della band Blue Öyster Cult.

## Biografia

### I primi anni
Risiedente a Staten Island, all'inizio degli anni '90 iniziò a scrivere canzoni, oltre a registrare su uno studio reel-to-reel di 16 tracce che aveva assemblato nel seminterrato di casa sua. Le sue maggiori influenze musicali includevano Yes, Genesis ed Emerson, Lake and Palmer. 
A quel tempo, Castellano ebbe modo di conoscere Bumblefoot che divenne uno dei suoi più importanti mentori. Nel 1997, ispirato in parte dall'album solista di debutto della Ron Thal Band del 1995 The Adventures of Bumblefoot, Castellano ha registrato un concept album solista di 13 canzoni. Questo album, intitolato Alone in My Basement, ha avuto un successo sorprendente, esaurito la sua prima stampa entro un mese dalla sua uscita.   
L'album è stato anche acclamato dalla rivista EQ per i metodi insoliti impiegati nella sua registrazione e produzione. Ha vinto un concorso per scrivere una canzone per il suo diploma di scuola superiore. Castellano si è diplomato alla Curtis High School nel 1998.

## Nei Blue Oyster Cult
Nel dicembre 2003, Castellano ha lavorato come tecnico del suono nel tour di 13 città in Germania dei Blue Öyster Cult. Si è esibito per la prima volta con i Blue Öyster Cult come chitarrista e tastierista. Nel 2007, in seguito all'entrata di Rudy Sarzo nella band, ricopre soltanto il ruolo di chitarrista.

## Discografia

### Con i Blue Öyster Cult
- 2020 - The Symbol Remains

### Da solista
- 1999 - Alone in my Basement
- 2002 - Two Part Invention